# 御経塚遺跡
座標: 北緯36度32分46.8秒 東経136度35分56.9秒 / 北緯36.546333度 東経136.599139度

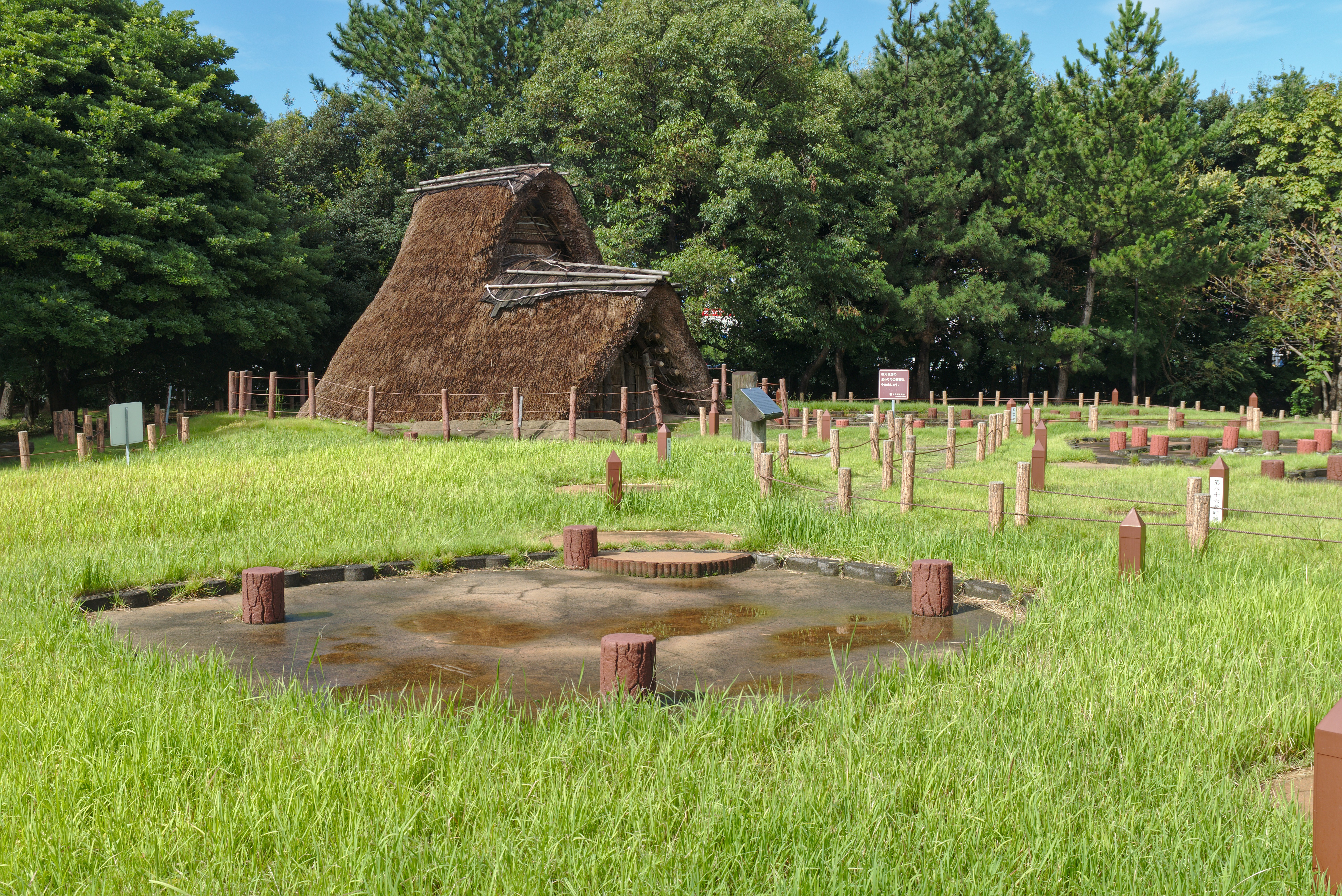
御経塚遺跡

御経塚遺跡（おきょうづかいせき）は、石川県野々市市御経塚1丁目で発見された縄文時代後期から晩期の遺跡である。国の史跡に指定されている。

## 概要
金沢平野に位置し、周囲には同じく縄文遺跡として著名なチカモリ遺跡、中屋遺跡、米泉遺跡などが位置する。
1954年（昭和29年）に地元の中学生が打製石斧等を発見し、遺跡が発見される。翌1955年（昭和30年）から石川考古学研究会によって発掘調査が行われた。多くの遺物が出土し、北陸地方の縄文時代晩期前葉の土器型式「御経塚式」や「八日市新保式」（八日市新保遺跡※現・チカモリ遺跡）の土器を併せて検討して設定）が設定されるなど、北陸地方縄文後晩期の土器編年の基礎が確立した。また、この発掘では御物石器が初めて出土状況が明確な状況で出土した。その後、大規模開発等に伴って発掘調査が重ねられたが、膨大な遺構や遺物が見つかったことから保存が図られ、1977年（昭和52年）3月8日には国の史跡に指定された。周辺は史跡公園として整備されており、復元された竪穴建物などがある。
出土した品は主に石器で、土掘り具とみられる打製石斧が多く出土し、石鏃やスクレーパーなどが目立つほか、御物石器、石棒といった祭祀用石器も多く出土している。出土した品は2010年（平成22年）6月29日に「御経塚遺跡出土品」として重要文化財に指定されている。

## 交通
- 北鉄バス「御経塚中」下車すぐ。
- のっティ北部ルート「御経塚史跡公園」下車すぐ。
- 野々市駅（IRいしかわ鉄道線）下車、徒歩10分。